# اوپانتس (استان دوبریچ)
اوپانتس (به بلغاری: Opanets) یک منطقهٔ مسکونی در بلغارستان است که در شهرستان دوبریچکا واقع شده‌است.